# Бербигјер
Бербигјер (фр. Berbiguières) насеље је и општина у југозападној Француској у региону Аквитанија, у департману Дордоња која припада префектури Сарла ла Канеда.
По подацима из 2011. године у општини је живело 174 становника, а густина насељености је износила 32,52 становника/km². Општина се простире на површини од 5,35 km². Налази се на средњој надморској висини од 100 метара (максималној 250 m, а минималној 55 m).

## Демографија
| 1962. | 1968. | 1975. | 1982. | 1990. | 1999. | 2011. |
| ----- | ----- | ----- | ----- | ----- | ----- | ----- |
| 136   | 159   | 160   | 173   | 181   | 177   | 174   |

График промене броја становника у току последњих година